# Rezervația Biosferei Dunării (Ucraina)
Rezervația Biosferei Dunării (în ucraineană Дунайський біосферний заповідник) este o arie protejată cu statut de rezervație naturală strictă din sud-vestul Ucrainei (regiunea Odesa), amplasată în extremitatea nord-estică a deltei Dunării. Aria protejată este mărginită la vest de orașul Vâlcov, continuând de-a lungul frontierei cu România în sud și până la vărsarea fluviului în Marea Neagră.  

## Galerie de imagini

Harta rezervației după tipul de protecție.
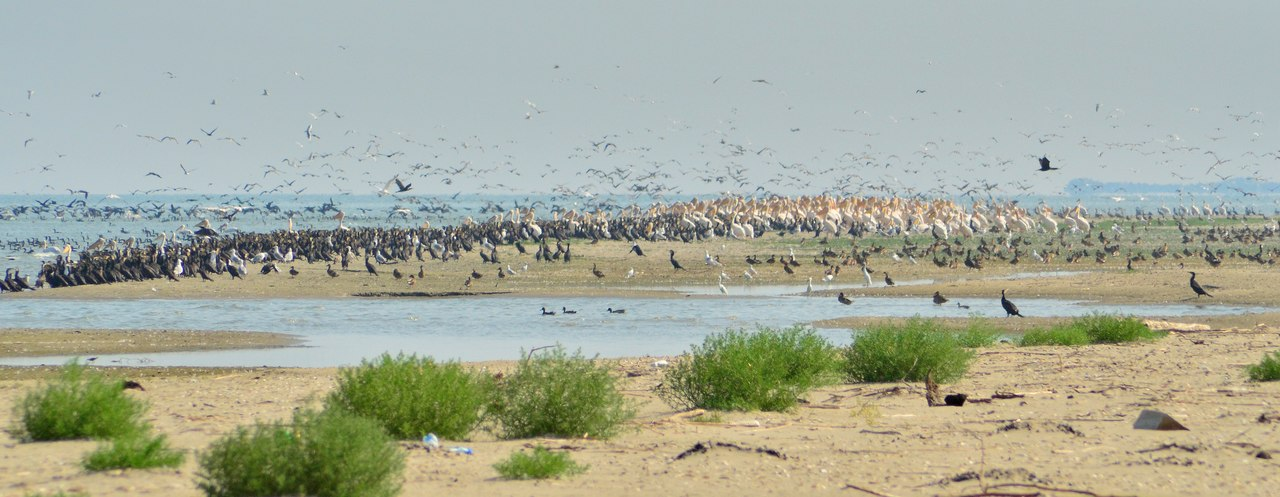
Panorama a rezervației în timpul cuiburitului în masă a păsărilor.
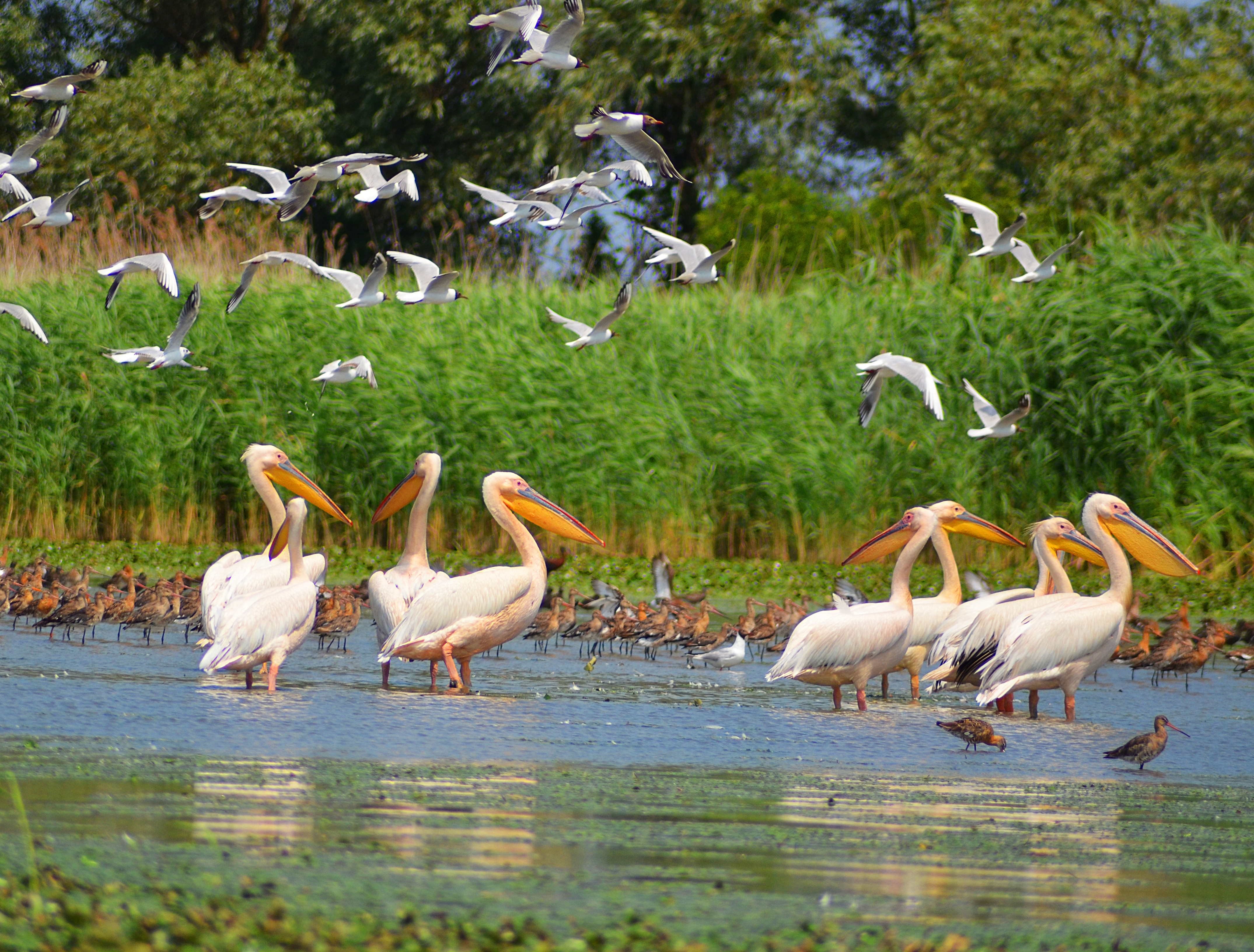
Pelicani comuni și pescăruși.
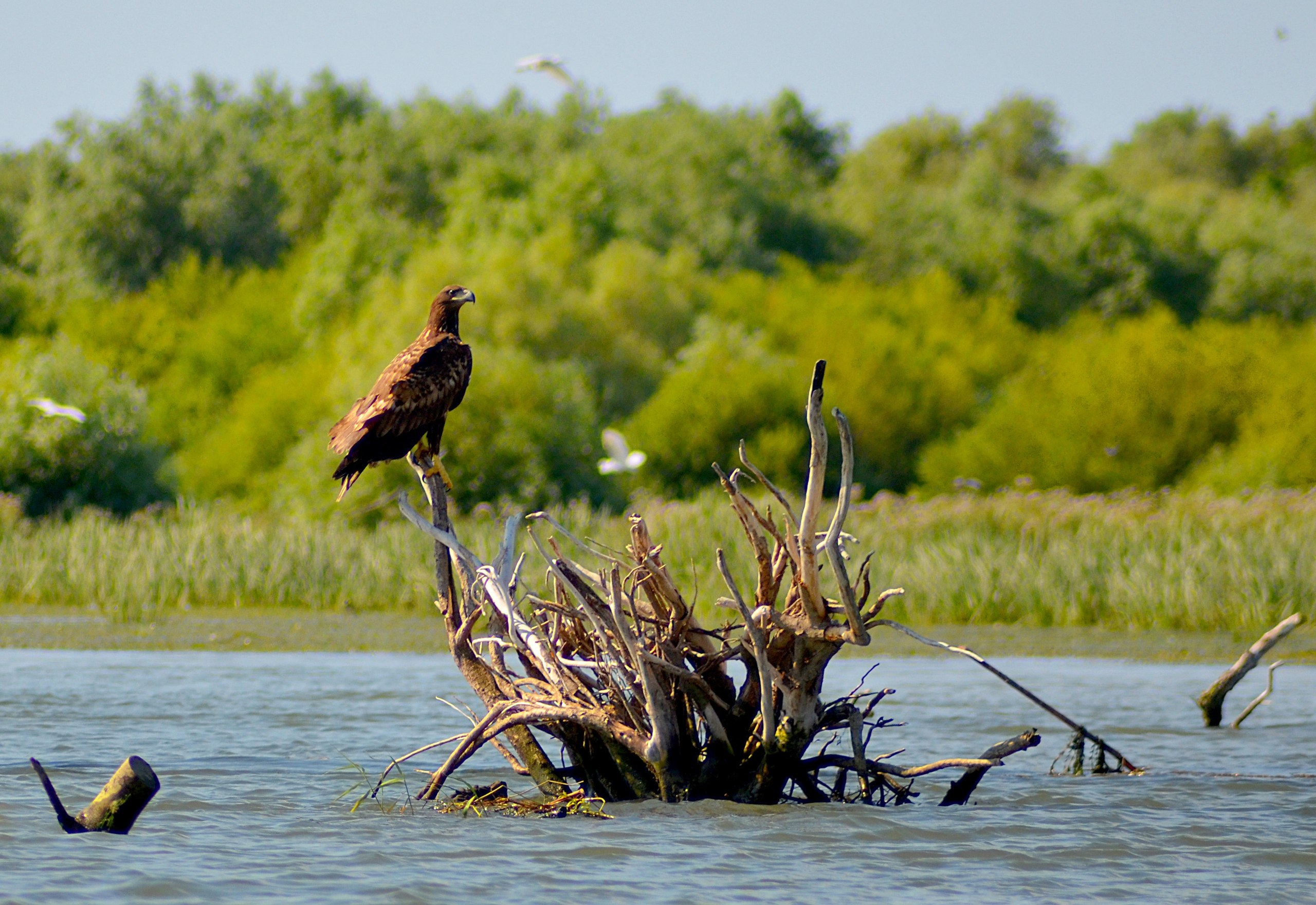
Un vultur codalb.
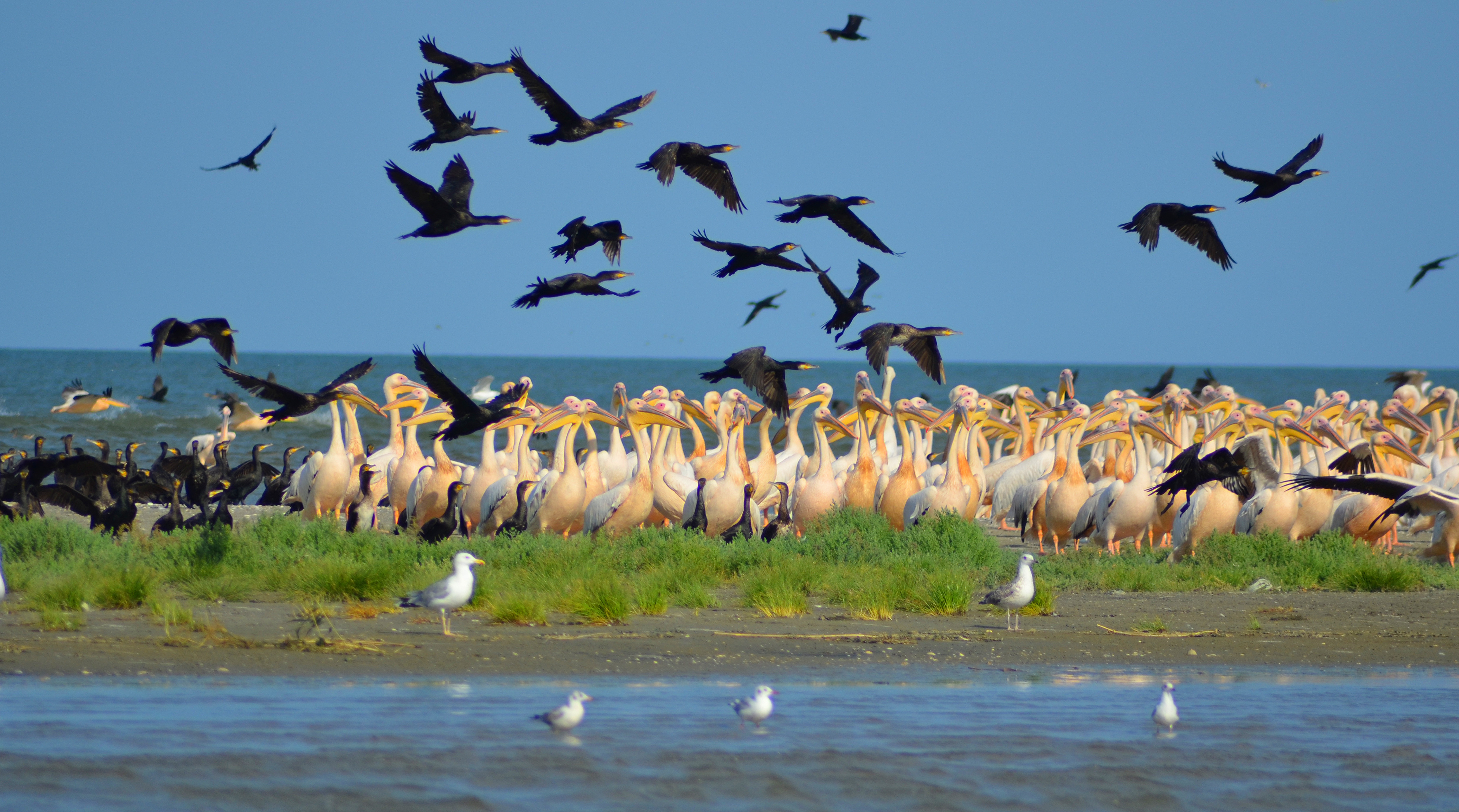